# Guatteria ucayalina
Guatteria ucayalina Huber – gatunek rośliny z rodziny flaszowcowatych (Annonaceae Juss.). Występuje naturalnie w Peru, Brazylii, Wenezueli oraz Gujanie Francuskiej. 

## Morfologia
PokrójZimozielone drzewo dorastające do 10 m wysokości. Gałęzie są owłosione.
LiścieMają eliptycznie odwrotnie owalny kształt. Mierzą 15–25 cm długości oraz 7–10 szerokości. Nasada liścia jest ostrokątna. Liść na brzegu jest całobrzegi. Wierzchołek jest spiczasty. Ogonek liściowy jest owłosiony i dorasta do 2–3 mm długości.
OwocePojedyncze. Mają gruszkowaty kształt. Osiągają 10–12 mm długości.